# امانوئل فیلیپینی
امانوئل فیلیپینی (انگلیسی: Emanuele Filippini؛ زادهٔ ۳ ژوئیهٔ ۱۹۷۳) بازیکن فوتبال اهل ایتالیا است.
از باشگاه‌هایی که در آن بازی کرده‌است می‌توان به باشگاه ورزشی لاتزیو، باشگاه فوتبال پارما، باشگاه فوتبال بولونیا، باشگاه فوتبال برشا، باشگاه فوتبال لیورنو، و باشگاه فوتبال پالرمو اشاره کرد.